# Les Maçanes
Les Maçanes és un indret del terme municipal de Talarn, al Pallars Jussà.
Està situat a l'extrem occidental del terme, entre el barranc del Juncar (oest) i la llau de les Maçanes (est), a la qual dona nom. És a ponent de los Seixells i a llevant de los Bacs., al nord-oest de Tremp i a l'oest de Talarn.